# Ej-bi-si nou rio
Ej-bi-si nou rio (engl. ABC No Rio) — socijalni centar na Louer Ist Sajdu, delu Menhetna, u Njujorku, osnovan 1980. godine, koji sadrži izložbeni prostor, biblioteku fanzina, mračnu sobu, studio i javni računarski centar. 
Ej-bi-si nou rio pruža prostor i velikom broju radikalnih projekata Njujorka, uključujući nedeljna hardkor/pank dešavanja i njujorški Hrana ne oružje kolektiv. Ej-bi-si nou rio se trudi da bude centar zajednice Louer Ist Sajda i radikalnog aktivizma u Njujorku, promovišući “uradi sam filozofiju, umetnost i aktivizam, bez predaje ili prodaje korporativnim sponzorima." Nalazi se u Rivington ulici 156.

## Istorija
Od kraja 1960-ih, Louer Ist Sajd Menhetna je bio suočena sa velikim odsustvom ulaganja krupnih posednika – do kraja 1970-ih skoro 80% nekretnina stambenog prostora je bilo napušteno i oduzeto od strane gradskih vlasti zbog dugova. Istovremeno, kada je kraj napušten od vlasnika i preduzetnika, dolazi do većeg priliv doseljenika iz Porto Rika, rastućeg skvoterskog pokreta i andergraund umetničke scene. 
ABC je izrastao 1979. iz predstave “Real Estate Show” (imovinski šou) umetničke grupe Colab (Collaborative Projects), koja je htela da stvori veze između skvoterskih zajednica putem izložbenog prostora gde će ispoljavati solidarnost sa ugroženima, kritikom gradske politike držanja zgrada praznima do privlačenja investitora. Umetnici su zauzeli zgradu za šou 1. januara 1980. ali su isterani pre jutra 2. januara od strane gradskog stambenog preduzeća HDP (Housing Preservation and Development). Kasnije su, u pregovorima sa njima, dobili zgradu u ulici Rivington 156 na korišćenje, gde se nalaze i dan danas. 
Od tada, Ej-bi-si nou rio je opstao decenijama, nekad kao skvot, a nekad plaćajući malu zakupninu gradu. 1994. je grad zatražio od društvenog centra plaćanje komercijalnog zakupa. Oktobra 1994. u odgovor na planirano iseljenje, nekoliko aktivista je počelo za skvotiranjem gornjeg sprata, koji godinama nije korišćen, a javili su se i protesti zajednice, što je odložilo iseljenje. 1997. je grad pristao da proda zgradu socijalnom centru za 1$, a da se skvoteri na spratu iznad isele i da se to pretvori u javni prostor. Oko 10 stanara, uključujući i mladu porodicu, je iseljeno a prostor je pretvoren u biblioteku fanzina, hrana ne oružje kuhinju, studio, računarski centar i umetnički prostor. 

## Projekti
Ej-bi-si nou rio je kolektiv kolektiva, koji imaju popriličnu autonomiju i vode razne projekte, među kojima su: 

### Pank i hardkor
Ovaj socijalni centar je verovatno najpoznatiji po panku i hardkoru. Od decembra 1989. održavaju se hc/punk svirke i dešavanja svake subote popodne, koja su tokom 1980-ih okupljala čitavu njujoršku hc/punk scenu. Krajem 1980-ih su dešavanja prerasla u krvoprolića i nasilje bandi, pa su u novembru 1989. prekinuta. Hardkor/pank večeri su posle pauze ponovo počela da se održavaju, ali ovaj put samo za nezavisne bendove (koji ne izdaju za velike izdavačke kuće) koji ne promovišu seksizam, rasizam, homofobiju, mačizam i slično. Sada svirke počinju subotom u 16h, a ulaz je 6$. 

### Biblioteka fanzina
U biblioteci se nalazi velika kolekcija fanzina koji su nekad bili smešteni u sada zatvorenoj radikalnoj knjižari i infošopu “Blackout Books” na Louer Ist Sajdu. Kolekcija pokriva preko dve decenije radikalno političkih, pank i uradi sam fanzina. Među naslovima su: “Love & Rage, Maximum RocknRoll, Profane Existence, Slug and Lettuce”, i veliki broj drugih manje poznatih. 

### Računarski centar
Računarski centar na četvrtom spratu teži da ukine digitalnu nejednakost pružajući javni pristup računarima stanovništvu. Sastoji se samo od poklonjenih računara i radi isključivo na slobodnom softveru i softveru otvorenog koda. 

## Spoljašnje veze
- Ej-bi-si nou rio
- Članak u Njujork Tajmsu o "Real Estate Show"
- Vilidž Vojs o pokušaju iseljenja